# 巴庫奧林匹克體育場

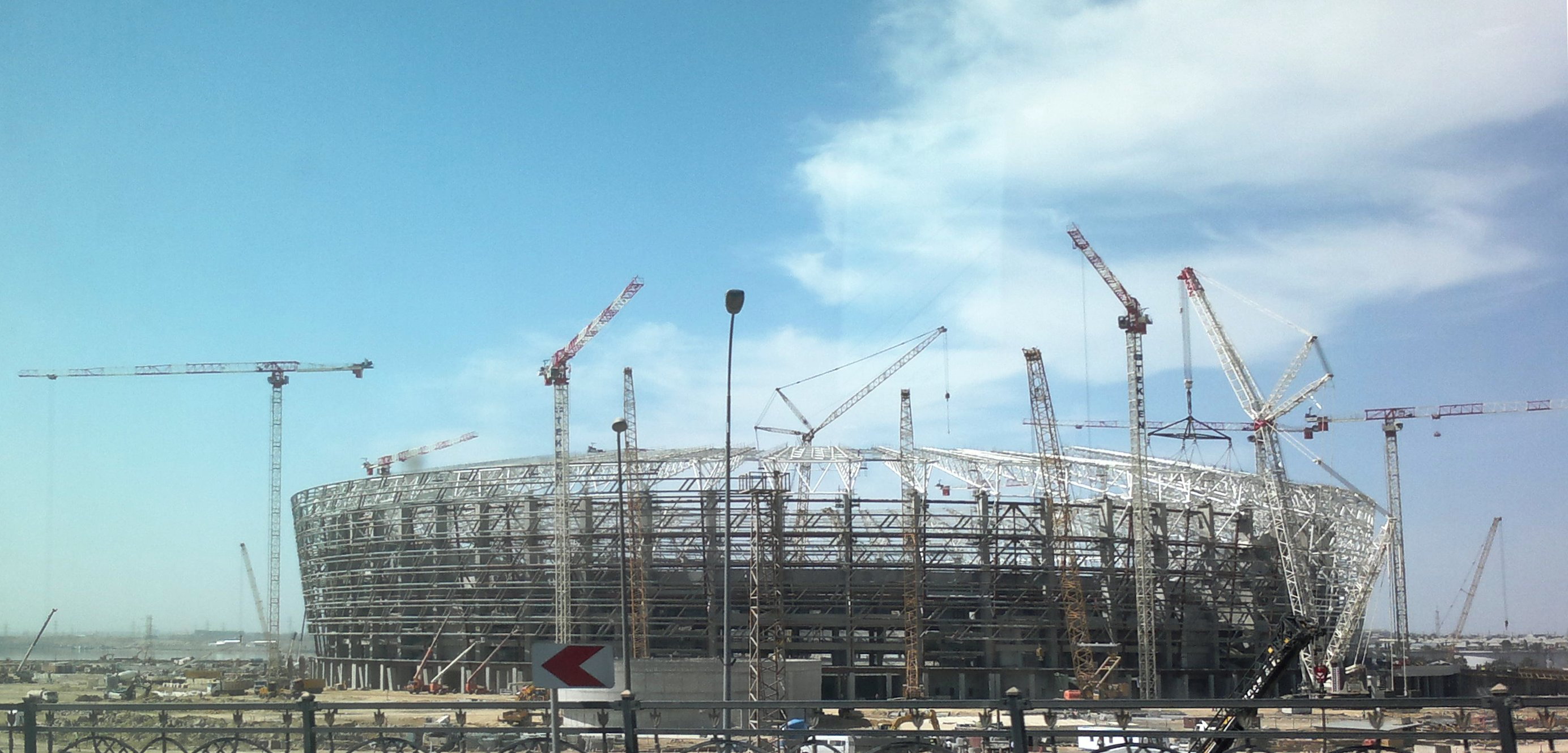
建设中的体育场，2014年6月

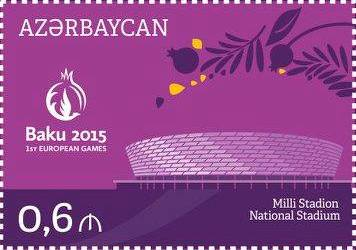
2014年亞塞拜然郵票上的體育場

巴庫奧林匹克體育場是一座位於亞塞拜然巴庫的屋頂可伸縮的足球場，2015年3月啟用。體育場的主要使用者將為亞塞拜然國家足球隊。體育場的建造工程由土耳其的Tekfen Construction负责。

## 賽事
它是2015年欧洲运动会的主场地。當中包括永久座席69,870個。於2018-19球季舉行歐足協歐霸盃決賽。
該場地亦提供卡拉巴克足球會的欧洲冠军联赛分組賽於2017–18年歐洲冠軍聯賽使用。

## 外部連結
- Tekfen （页面存档备份，存于） （土耳其文） （英文）
- Skyscrapercity.com （页面存档备份，存于） （英文）

40°25′47″N 49°55′11″E / 40.429766°N 49.91979°E